# タルヴィージオ - リュブリャナ線
タルヴィージオ - リュブリャナ線（タルヴィージオ - リュブリャナせん、スロベニア語: Železniška proga Ljubljana - Jesenice）はイタリアのタルヴィージオとスロベニアのリュブリャナ間を結ぶ国際鉄道路線であった。この路線はオーストリア＝ハンガリー帝国に設置された帝国特認皇太子ルドルフ鉄道（k.k. privilegierte Kronprinz Rudolf-Bahn, KRB）の路線網の一部として開通された。イェセニツェ - リュブリャナ区間はザルツブルクからフィラッハ経由でリュブリャナまでの長距離列車通行区間の一部である。イェセニツェとタルヴィージオの間の越境区間は廃止されている。

## 歴史

### 皇太子ルドルフ鉄道および帝国鉄道
1869年2月に、聖バレンティンからタルヴィージオまでルドルフ線を建設・運営するために設立されたKRBはタルヴィスとライバッハを結ぶ鉄道の建設許可を受けた。企画された鉄道の主要経由地はアスリング（イェセニツェ）、クローナウ（クラニスカ・ゴーラ）、フジーネで、線路はクローナウまでサヴァ川と並行した。
この路線は1870年12月14日に開通された。1873年11月25日にフィラッハ - タルヴィージオ区間が開通された後に、プラハとライバッハの間の新しい鉄道連結が生成した。タルヴィソ駅は開通年にはタルヴィージオ・ボスコヴェルデ駅の現在位置に設置された。新駅である現在のタルヴィージオ中央駅は、フィラッハ - タルヴィージオ区間が開通された際に、この路線と接続された。その故に、旧タルヴィソ駅として知られた最初の駅は廃駅となった。
1884年、KRBの財政危機の後、皇太子ルドルフ鉄道路線は国家により引き受けられて、鉄道路線の近代化を進めたオーストリア帝国鉄道によって運営された。
1906年にアスリング駅は新アルプス鉄道の連絡駅となった。ラーヴァンケン鉄道が開通された際に、フィラッハからトリエステへ向かったアルプス横断列車は、しばらくタルヴィソ - アスリング区間を経由した。

### ユーゴスラビア鉄道、イタリア鉄道
サンジェルマンアンレー条約に従い、タルヴィス - ライバッハ区間はイタリア王国と新しいセルブ王国、クロアチア王国、スロベネス王国の間で分割された。この路線はフジーネ・ラーギ駅の近くで国境と交差することとなった。
新しい所有者イタリアの国鉄はタルヴィソ駅をタルヴィージオ・ソボルギー駅（のちには中央駅）と改名して国境駅とした。タルヴィージオと国境の間の旅客運送と貨物運送は、ユーゴスラビア鉄道（JDŽ）、すなわちセルビア、クロアチア、スロベニア王国の国有鉄道によって運営されたものの、鉄道施設物はFSにより所有および管理された。スロベニア区間でJDŽはラインの所有権も運営権も持っていた。

### 第二次世界大戦後と部分廃止
第二次世界大戦後、ユーゴスラビア国境が閉鎖された後、イタリア区間では交通量が大幅に減少し、1965年に完全になくなった。大統領令によりその区間は1967年8月14日に正式に閉鎖された。線路は1980年代に撤去された。イェセニツェと国境の間のユーゴスラビアセグメントは1969年に正式に閉鎖されました。

### スロヴェニア鉄道

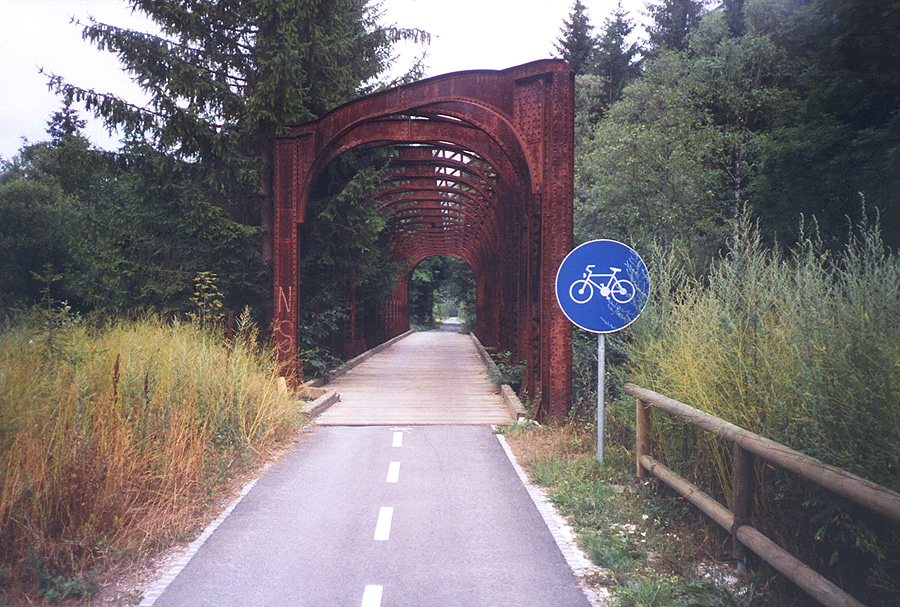
旧線路の自転車道とサヴァ川の旧鉄道橋

1992年から現在路線はスロベニア鉄道により運営されている。1990年中盤にサヴァ川辺区間の一部が自転車道となった。

## 沿線概況
この路線は元々103.7 kmの路線で、タルビジーオ中央駅からリュブリャナ駅まで伸びた。現在の営業区間はイェセニツェからリュブリャナまでの64.5 km区間である。電力供給システムは、3000 ボルト直流で、線路は単線である。複線区間はリュブリャナ・シシュカ操車場とリュブリャナ駅の短い区間のみである。

## 運行形態
国内旅客列車はリュブリャナ - イェセニツェ区間を通行して、国際列車はフィラッハ駅とウィーン・マイドリング駅まで運用される。
- EC、D: フィラッハ - イェセニツェ - レスツェ＝ブレド - クラニ - リュブリャナ - ザグレブ。
- EN: シュトゥットガルト - ウルム - ミュンヘン - ザルツブルク - シュヴァルツアッハ＝聖ファイト - フィラッハ - イェセニツェ - レスツェ＝ブレド - クラニ - リュブリャナ - ザグレブ。1日一往復[8]。